# Bruno Jordão
Bruno André Cavaco Jordão (ur. 12 października 1998 w Marinha Grande) – portugalski piłkarz grający na pozycji pomocnika w klubie Radomiak Radom.

## Kariera juniorska
Jordão grał jako junior w CD Garcia (2006–2009), AC Marinhanense (2009–2010) i União Leiria (2010–2015).

## Kariera seniorska

### União Leiria
Jordão zadebiutował w pierwszej drużynie União Leiria 23 sierpnia 2015 w meczu z GD Águias do Moradal (0:1). Pierwszą bramkę zdobył 8 listopada 2015 w wygranym 3:0 spotkaniu przeciwko Benfice Castelo Branco. Łącznie rozegrał dla nich 24 mecze i strzelił 4 gole.

### SC Braga B
Jordão przeszedł do drugiej drużyny SC Braga 8 lipca 2016. Debiut dla nich zaliczył 20 sierpnia 2016 w przegranym 0:1 spotkaniu przeciwko CD Cova da Piedade. Pierwszego gola strzelił 15 kwietnia 2017 w meczu z Portimonense SC (2:1). Ostatecznie w ich barwach wystąpił 19 razy i zdobył dwie bramki.

### S.S. Lazio
Jordão został wypożyczony do S.S. Lazio 31 sierpnia 2017 na dwa lata. Debiut dla nich zaliczył 17 lutego 2019 w przegranym 1:2 spotkaniu przeciwko Genoa CFC. Dla tego klubu rozegrał jeszcze dwa mecze. W sezonie 2018/2019 zdobył z nimi Puchar Włoch.

### Wolverhampton Wanderers
Jordão przeniósł się do Wolverhampton Wanderers 2 sierpnia 2019 za 8,9 miliona euro. Zadebiutował u nich 25 września 2019 w meczu Pucharu Ligi Angielskiej z Reading F.C. (1:1 k. 5:3), zdobył wtedy też swojego pierwszego gola. 26 lipca 2020 w starciu z Chelsea (0:2) zaliczył swój debiut w Premier League. W barwach tego klubu wystąpił jeszcze w trzech innych spotkaniach.
W latach 2019–2023 Jordão zaliczył 19 występów w barwach rezerw Wolverhampton Wanderers, dla których strzelił 3 gole.

### FC Famalicão
Jordão został wypożyczony do FC Famalicão 8 września 2020. Zadebiutował u nich 18 września 2020 w meczu z SL Benfica (1:5). Pierwszą bramkę zdobył 18 października 2020 w zremisowanym 3:3 spotkaniu przeciwko SC Farense. Łącznie rozegrał dla nich 11 meczów i strzelił jednego gola.

### Grasshopper Club Zürich
Jordão trafił na wypożyczenie do Grasshopper Club Zürich 31 stycznia 2022. Debiut dla nich zaliczył 5 lutego 2022 w przegranym 1:3 spotkaniu przeciwko FC Zürich. 20 lutego 2022 w meczu z BSC Young Boys (2:2) zanotował asystę. Ostatecznie w ich barwach wystąpił 12 razy, nie zdobył żadnej bramki.

### CD Santa Clara
Jordão wypożyczono do CD Santa Clara 23 sierpnia 2022. Zadebiutował u nich 11 marca 2023 w meczu z FC Paços de Ferreira (0:1). Pierwszą bramkę zdobył 23 kwietnia 2023 w zremisowanym 1:1 spotkaniu przeciwko GD Chaves. Łącznie rozegrał dla nich 11 meczów i strzelił jednego gola.

### Radomiak Radom
Jordão trafił do Radomiaka Radom 8 lutego 2024. Debiut dla nich zaliczył 16 lutego 2024 w przegranym 0:4 spotkaniu przeciwko Pogoni Szczecin. 8 marca 2024 w meczu z Piastem Gliwice (3:2) dostał czerwoną kartkę. 20 lipca 2025 w starciu z Pogonią Szczecin (5:1) zanotował dwie asysty.

## Kariera reprezentacyjna

### Młodzieżowe reprezentacje Portugalii
W latach 2015–2016 Jordão rozegrał 7 meczów w reprezentacji Portugalii U-18, w jednym z nich (17 czerwca 2016, 5:2 z Czechami) strzelił gola. W 2017 zaliczył dwa występy w kadrze Portugalii U-19. W latach 2017–2018 sześciokrotnie wystąpił w reprezentacji Portugalii U-20, w jednym z meczów (10 października 2017, 4:2 z Włochami) zdobył bramkę. W 2018 zagrał jeden mecz w kadrze Portugalii U-21.

## Statystyki

### Klubowe
(aktualne na dzień 9 sierpnia 2025)
| Klub                       | Sezon              | Liga                   | Liga  | Liga   | Puchar kraju | Puchar kraju | Puchar ligi | Puchar ligi | Europa | Europa | Suma  | Suma   |
| Klub                       | Sezon              | Liga                   | Mecze | Bramki | Mecze        | Bramki       | Mecze       | Bramki      | Mecze  | Bramki | Mecze | Bramki |
| -------------------------- | ------------------ | ---------------------- | ----- | ------ | ------------ | ------------ | ----------- | ----------- | ------ | ------ | ----- | ------ |
| União Leiria               | 2015/16            | Campeonato de Portugal | 24    | 4      | –            | –            | –           | –           | –      | –      | 24    | 4      |
| União Leiria               | Ogólnie            | Ogólnie                | 24    | 4      | 0            | 0            | 0           | 0           | 0      | 0      | 24    | 4      |
| SC Braga B                 | 2016/17            | Liga Portugal 2        | 19    | 2      | –            | –            | –           | –           | –      | –      | 19    | 2      |
| SC Braga B                 | Ogólnie            | Ogólnie                | 19    | 2      | 0            | 0            | 0           | 0           | 0      | 0      | 19    | 2      |
| S.S. Lazio                 | 2017/18            | Serie A                | 0     | 0      | 0            | 0            | –           | –           | –      | –      | 0     | 0      |
| S.S. Lazio                 | 2018/19            | Serie A                | 3     | 0      | 0            | 0            | –           | –           | –      | –      | 3     | 0      |
| S.S. Lazio                 | Ogólnie            | Ogólnie                | 3     | 0      | 0            | 0            | 0           | 0           | 0      | 0      | 3     | 0      |
| Wolverhampton Wanderers    | 2019/20            | Premier League         | 1     | 0      | 0            | 0            | 2           | 1           | 1      | 0      | 4     | 1      |
| Wolverhampton Wanderers    | 2020/21            | Premier League         | 0     | 0      | 0            | 0            | 0           | 0           | –      | –      | 0     | 0      |
| Wolverhampton Wanderers    | 2021/22            | Premier League         | 0     | 0      | 1            | 0            | 0           | 0           | –      | –      | 1     | 0      |
| Wolverhampton Wanderers    | 2022/23            | Premier League         | 0     | 0      | 0            | 0            | 0           | 0           | –      | –      | 0     | 0      |
| Wolverhampton Wanderers    | 2023/24            | Premier League         | 0     | 0      | 0            | 0            | 0           | 0           | –      | –      | 0     | 0      |
| Wolverhampton Wanderers    | Ogólnie            | Ogólnie                | 1     | 0      | 1            | 0            | 2           | 1           | 1      | 0      | 5     | 1      |
| Wolverhampton Wanderers II | 2019/20            | Premier Reserve League | 6     | 2      | –            | –            | 0           | 0           | –      | –      | 6     | 2      |
| Wolverhampton Wanderers II | 2021/22            | Premier Reserve League | 3     | 1      | –            | –            | 0           | 0           | –      | –      | 3     | 1      |
| Wolverhampton Wanderers II | 2023/24            | Premier Reserve League | 8     | 0      | –            | –            | 2           | 0           | –      | –      | 10    | 0      |
| Wolverhampton Wanderers II | Ogólnie            | Ogólnie                | 17    | 3      | 0            | 0            | 2           | 0           | 0      | 0      | 19    | 3      |
| FC Famalicão               | 2020/21            | Primeira Liga          | 9     | 1      | 2            | 0            | –           | –           | –      | –      | 11    | 1      |
| FC Famalicão               | Ogólnie            | Ogólnie                | 9     | 1      | 2            | 0            | 0           | 0           | 0      | 0      | 11    | 1      |
| Grasshopper Club Zürich    | 2021/22            | Swiss Super League     | 12    | 0      | 0            | 0            | –           | –           | –      | –      | 12    | 0      |
| Grasshopper Club Zürich    | Ogólnie            | Ogólnie                | 12    | 0      | 0            | 0            | 0           | 0           | 0      | 0      | 12    | 0      |
| CD Santa Clara             | 2022/23            | Primeira Liga          | 11    | 1      | 0            | 0            | –           | –           | 0      | 0      | 11    | 1      |
| CD Santa Clara             | Ogólnie            | Ogólnie                | 11    | 1      | 0            | 0            | 0           | 0           | 0      | 0      | 11    | 1      |
| Radomiak Radom             | 2023/24            | Ekstraklasa            | 13    | 0      | 0            | 0            | –           | –           | –      | –      | 13    | 0      |
| Radomiak Radom             | 2024/25            | Ekstraklasa            | 31    | 0      | 2            | 0            | –           | –           | –      | –      | 33    | 0      |
| Radomiak Radom             | 2025/26            | Ekstraklasa            | 4     | 0      | 0            | 0            | –           | –           | –      | –      | 4     | 0      |
| Radomiak Radom             | Ogólnie            | Ogólnie                | 48    | 0      | 2            | 0            | 0           | 0           | 0      | 0      | 50    | 0      |
| Ogólnie w karierze         | Ogólnie w karierze | Ogólnie w karierze     | 144   | 11     | 5            | 0            | 4           | 1           | 1      | 0      | 154   | 12     |

### Reprezentacyjne
(aktualne na dzień 9 sierpnia 2025)
| Reprezentacja      | Rok                | Mecze | Bramki |
| ------------------ | ------------------ | ----- | ------ |
| Portugalia U-18    | 2015               | 3     | 0      |
| Portugalia U-18    | 2016               | 4     | 1      |
| Ogólnie            | Ogólnie            | 7     | 1      |
| Portugalia U-19    | 2017               | 2     | 0      |
| Ogólnie            | Ogólnie            | 2     | 0      |
| Portugalia U-20    | 2017               | 4     | 1      |
| Portugalia U-20    | 2018               | 2     | 0      |
| Ogólnie            | Ogólnie            | 6     | 1      |
| Portugalia U-21    | 2018               | 1     | 0      |
| Ogólnie            | Ogólnie            | 1     | 0      |
| Ogólnie w karierze | Ogólnie w karierze | 16    | 2      |

## Sukcesy

### S.S. Lazio
- Puchar Włoch (1×): 2018/2019